# North America 4
Il North America 4, anche noto come IRB North America 4 e spesso abbreviato come NA4, era un torneo di rugby a 15 lanciato in Nord America nel 2006. La competizione si svolgeva tra quattro nuove squadre appositamente create in Canada e USA e si è disputata complessivamente per tre stagioni, venendo sostituita nel 2009 dall'Americas Rugby Championship. Canada West fu il vincitore della prima edizione del 2006.
La Competizione è stata creata dall'International Rugby Board (IRB), come parte del suo piano strategico triennale di investimenti per incrementare la competitività del rugby internazionale in canada e USA. IL torneo aveva lo scopo di offrire spazio ai giocatori locali verso le rispettive nazionali.

## Squadre
Le squadre partecipanti erano Canada East, Canada West, USA Falcons e USA Hawks. Ognuna di queste era stata fondata dal comitato formato dall'IRB, e dalle federazioni canadese e americana.

## Formula
Il torneo prevedeva un girone all'italiana ad andata e ritorno. Le prime due squadre del girone, disputavano la finale, le altre la finale di consolazione.
Il punteggio previsto era di 4 punti per la vittoria, due per il pareggio. Un punto di bonus era assegnato per chi segnava almeno 4 mete, e in caso di sconfitta con meno di 8 punti.

## Storia
L'IRB aveva investito 3,12 milioni di dollari canadesi per far crescere in tre anni il rugby in queste nazioni, come parte del "Tier 2 initiative", che intendeva promuovere il rugby nei Paesi dove era meno sviluppato e popolare.
La competizione del 2006 è stata ospitata in Columbia Britannica (maggio 2006, girone d'andata) e a Columbus (Ohio) (luglio 2006, girone di ritorno).

## Risultati

### 2006
| Team        | Vinte | Par. | Perse | Pt. fatti | Pt. sub. | Pts diff. | Bonus | Pt. |
| ----------- | ----- | ---- | ----- | --------- | -------- | --------- | ----- | --- |
| Canada West | 4     | 1    | 1     | 246       | 113      | 133       | 3     | 21  |
| USA Falcons | 3     | 0    | 3     | 165       | 144      | 21        | 5     | 17  |
| Canada East | 3     | 1    | 2     | 168       | 128      | 40        | 3     | 17  |
| USA Hawks   | 1     | 0    | 5     | 86        | 279      | -193      | 1     | 5   |

### 2007
| Team        | Vinte | Par. | Perse | Pt. fatti | Pt. sub. | Diff. pt. | Bonus | Pt. |
| ----------- | ----- | ---- | ----- | --------- | -------- | --------- | ----- | --- |
| Canada West | 4     | 0    | 1     | 246       | 113      | 133       | 3     | 21  |
| USA Falcons | 3     | 0    | 2     | 165       | 144      | 21        | 5     | 17  |
| Canada East | 2     | 0    | 3     | 168       | 128      | 40        | 3     | 17  |
| USA Hawks   | 1     | 0    | 4     | 86        | 279      | -193      | 1     | 5   |

### 2008
Round-Robin
| Team        | Partite | V. | P. | S. | Pt. fatti | Pt. sub. | Diff. pt. | Bonus | Pt. |
| ----------- | ------- | -- | -- | -- | --------- | -------- | --------- | ----- | --- |
| Canada West | 3       | 3  | 0  | 0  | 123       | 18       | 105       | 2     | 14  |
| USA Falcons | 3       | 2  | 0  | 1  | 68        | 101      | -33       | 1     | 9   |
| USA Hawks   | 3       | 1  | 0  | 2  | 56        | 92       | -36       | 1     | 5   |
| Canada East | 3       | 0  | 0  | 3  | 42        | 78       | -36       | 2     | 2   |

Semifinali
| Data    | Squadra numero 1 | Ris.    | Squadra numero 2 | Sede   |
| ------- | ---------------- | ------- | ---------------- | ------ |
| July 29 | Canada East      | 26 - 30 | Canada West      | Denver |
| July 29 | USA Hawks        | 12 - 30 | USA Falcons      | Denver |

Finali
| Data     | Squadra numero 1 | Ris.  | Squadra numero 2 | Sede   |
| -------- | ---------------- | ----- | ---------------- | ------ |
| August 2 | Canada East      | 17-17 | USA Hawks        | Denver |
| August 2 | Canada West      | 16-11 | USA Falcons      | Denver |